# Zoltan Crișan
Zoltan Crișan (n. 3 mai 1955, Oradea, România – d. 14 octombrie 2003, Craiova, România) a fost un fotbalist român, care a jucat la echipa națională de fotbal a României.
Apogeul carierei l-a atins la echipa Universitatea Craiova cu care a ajuns până în semifinala Cupei UEFA 1982-1983.